# Hynek Kott
Hynek Kott (10. ledna 1878, České Budějovice – 11. ledna 1926 Praha) byl český malíř, vlastivědný pracovník a propagátor sportu.

## Život
Hynek Kott se narodil v Krajinské ulici čp. 12 v Českých Budějovicích, kde měl jeho otec krupařský krám. Jeho otec (Hynek Kott senior) byl ve výboru Besedy českobudějovické – českého kulturně osvětového a politického spolku. Hynek Kott byl majitelem zděděného krupařského obchodu a jako člen krupařského cechu měl podíl na vlastnictví českobudějovického Předního mlýna. Jako nadaný malíř samouk maloval historická zákoutí Českých Budějovic. Byl členem Klubu za Staré Budějovice a fotografoval zanikající českobudějovické stavební památky. Vedle malování a fotografování se věnoval také sportu a jako první propagoval ve městě krasobruslení. V Chamonix získal na krasobruslařských závodech 2. místo. Zasloužil se o založení českobudějovické pobočky Českého yacht klubu a tím i u vzniku Svazu kanoistů Království českého (1913). V roce 1922 se podílel na založení a oganizační přípravě vodáckého závodu České Budějovice – Praha. Později se věnoval výlučně malířství a přestěhoval se do Prahy. V roce 1924 od něj město České Budějovice koupilo soubor obrazů s českobudějovickou tematikou k výzdobě radničních místností.

## Galerie

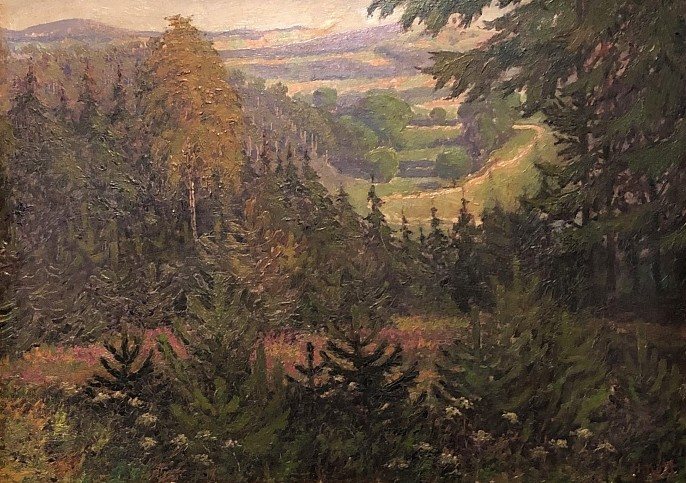
Pohled do krajiny
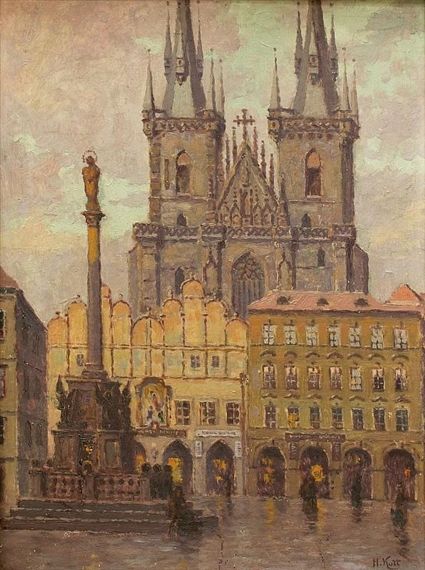
Týnský kostel
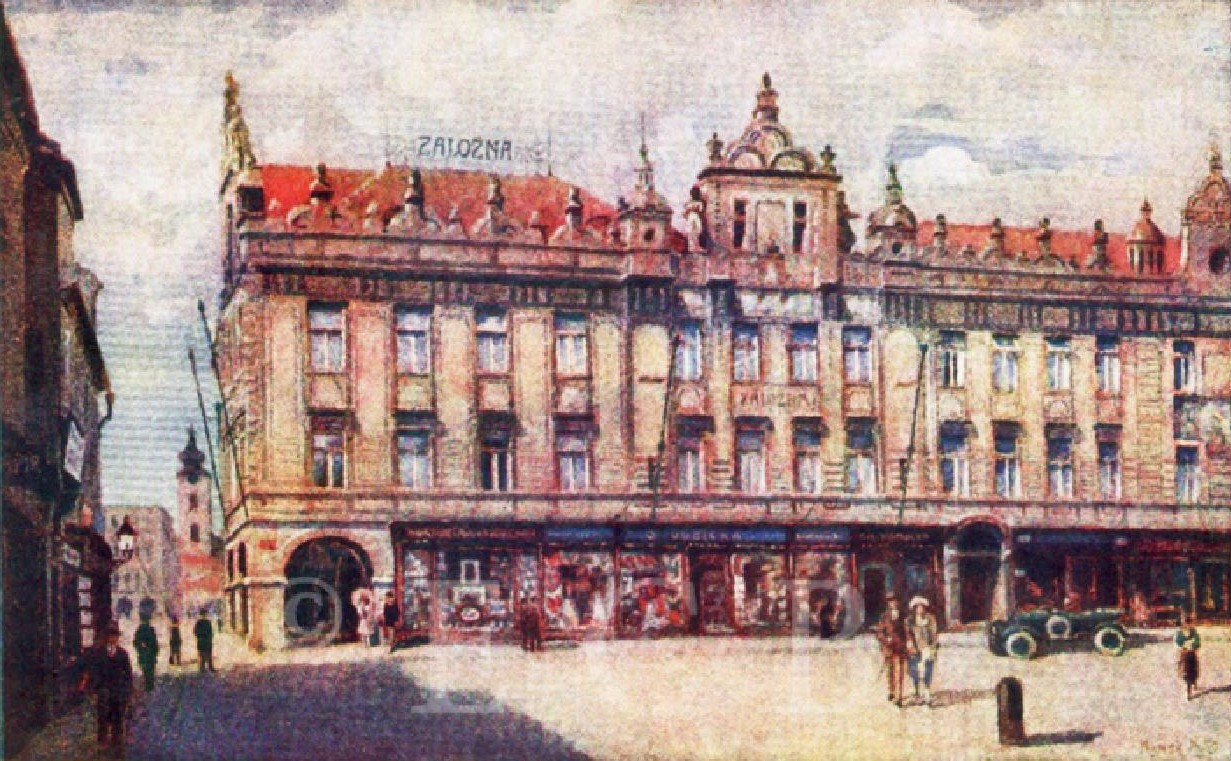
Českobudějovická záložna
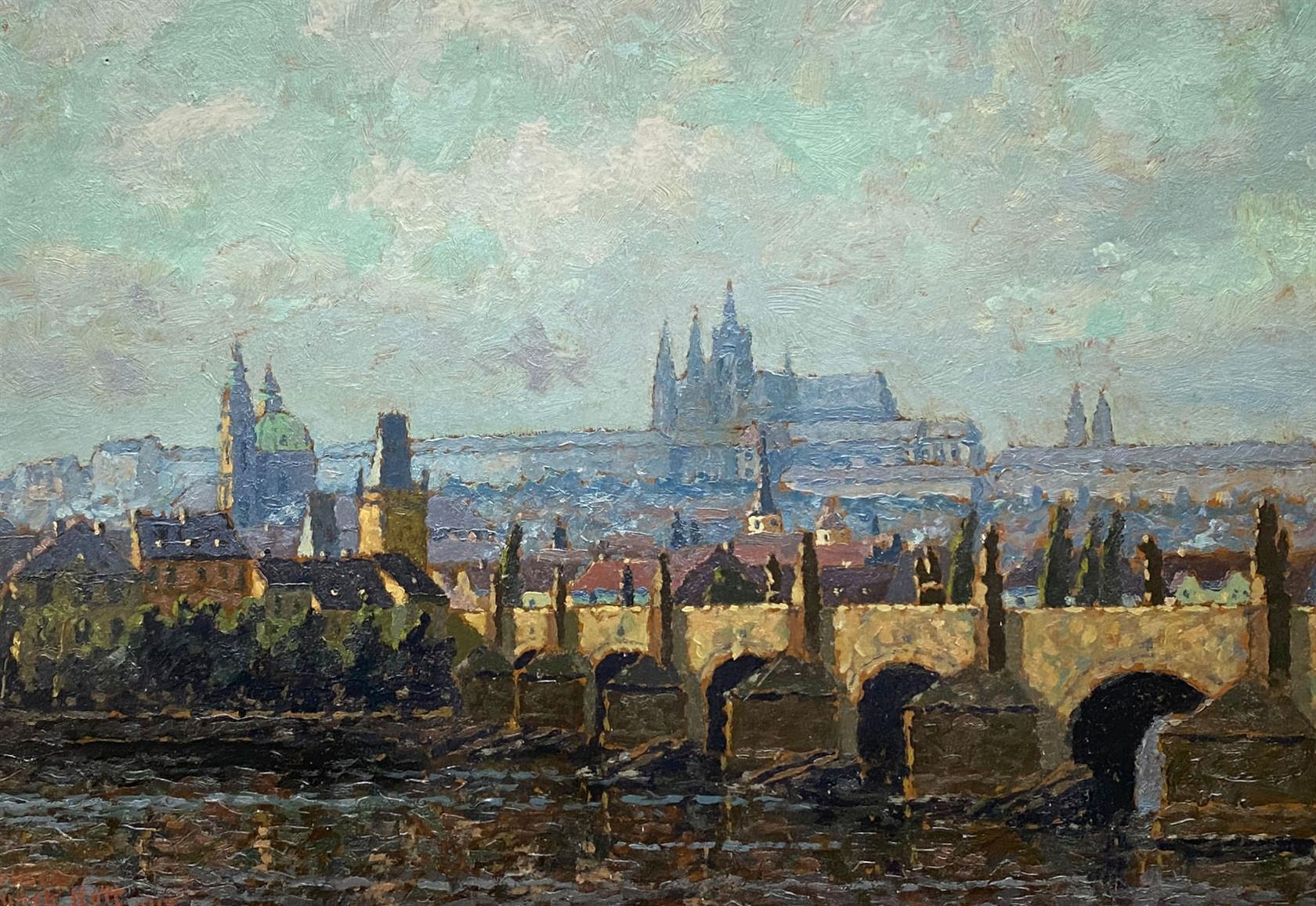
Hradčany
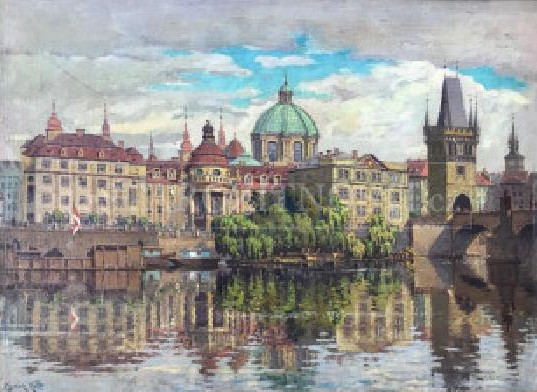
Vltava u Karlova mostu
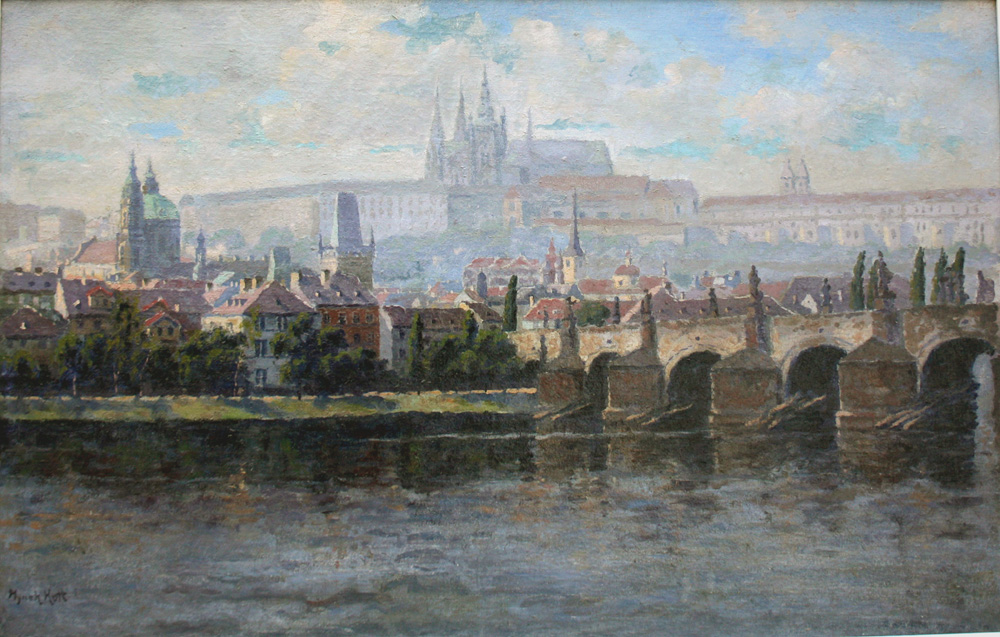
Panorama Prahy